# 天晴れ一番手柄 青春銭形平次
『天晴れ一番手柄　青春銭形平次』（あっぱれいちばんてがら せいしゅんぜにがたへいじ）は、東宝が1953年8月19日に公開した日本映画。同時上映は『坊ちゃん』あるいは『凸凹火星探検』。

## 解説
新米岡っ引き時代の銭形平次を、時代設定を無視したギャグや特異なキャラクターを随所に盛り込んで描いた異色のコメディ時代劇。監督・市川崑の非凡なるセンスが冴えわたる隠れた傑作として、一部ではカルト映画として現在においても人気の高い作品であり、1990年代中頃、東宝映画ファンの人気投票によって、リクエストの多かった東宝娯楽映画作品がLD（レーザーディスク）化された際、本作も上位にランクインし、LDが発売された。当初は池部良主演で企画されていたが、同時期に東宝が大谷主演で一本映画を作るようプロデューサーの田中に命じていたことで田中がこの企画に飛びつき、市川の自宅を訪れて交渉し、最終的に市川が折れる形で初めての時代劇を手掛けることになった。また映画化の際に市川が原作者の野村胡堂に許可を貰いに言ったところ「イメージが壊れる」と一度断られたため、原作でなく原案という形でクレジットすることで承諾を取り付けている。往年の活動写真時代の時代劇に近づけようと、グラス‐ステージで撮ったような平面なライティングや、立ち回りもサイレント時代の阪東妻三郎の『雄呂血』や大河内伝次郎の『丸橋忠弥』などの大立ち回りを参考に、熊手や刺股、大八車、梯子、目潰し用の白粉など小道具類も本格的なものを揃えて撮影を行ったが、公開後の批評は芳しくなく、読売新聞で映画評を書いていた谷村錦一は「市川は気が違ったんじゃないか」と激怒したという。市川は後年、本作を「面白いシナリオで、楽しく失敗した」と評している。

## スタッフ
- 製作：田中友幸
- 監督：市川崑
- 原案：野村胡堂
- 脚本：和田夏十、市川崑
- 撮影：遠藤精一
- 照明：横井聡一
- 美術：北猛夫
- 録音：宮﨑正信
- 編集：庵原周一
- 音楽：黛敏郎
- 特殊技術：東宝技術部
- 剣戟按舞：小牧正英
- 記録：土屋テル子
- 助監督：古澤憲吾
- 製作担当：眞木照夫
- スチール：山崎淳
- 現像：東宝現像所

## キャスト
- 銭形平次：大谷友右衛門
- お静：杉葉子
- 八五郎：伊藤雄之助
- 笹野新三郎：伊豆肇
- 三輪の万七：柳谷寛
- お駒：木匠マユリ
- お花：島秋子
- 雨森一平：見明凡太郎
- 九鬼隼人正：石黑達也
- 大久保石見守：山形勲
- 水野越前守：小川虎之助
- 丁字屋手代・鳥吉：山本廉
- 娘の幽霊：和田道子
- 太田備後守：村上冬樹
- 増山弾正小粥：市川小文治
- 小田切伊賀守：片桐常雄
- 産婆とめ：三好栄子
- 笹野の妻・お年：塩沢登代路
- 番卒：谷晃
- 丁字屋主人：勝本圭一郎
- 丁字屋番頭：恩田清二郎
- 虎屋番頭：津田光男
- 女髪結：三條利喜江
- 八百屋の娘・お七：持田和代
- 御隠居：河崎堅男
- 幽霊の父：安芸津融
- ある店の主人：瀬良明
- 娘A：鏑木ハルナ
- 娘B：豊島美智子
- 娘C：花房一美
- 役名不明：峰三平、三上淳、桜井巨郎、岩本弘司、川又吉一、鈴川二郎、西條悦郎
- 若様侍：小林桂樹（ノークレジット）